# Кутзе, Пити
Пи́ти Ку́тзе (нидерл. Pietie Coetzee, 2 сентября 1978, Блумфонтейн, ЮАР) — южноафриканская хоккеистка (хоккей на траве), нападающий. Лучший снайпер в истории международного женского хоккея на траве.

## Биография
Пити Кутзе родилась 2 сентября 1978 года в южноафриканском городе Блумфонтейн.
Училась в университете Рэнд Африкаанс в Йоханнесбурге.
В конце 90-х годов играла в хоккей на траве за нидерландский «Амстердамсе», позже — за «Сейнтс Страйкерс» из Йоханнесбурга, в 2001 году — за «Клейн Звитсерланд», в 2007 году — за нидерландский «Неймеген», впоследствии — за «Алекто», в сезоне-2011/2012 — за «Пиноке».
В 1995 году дебютировала в составе женской сборной ЮАР в матче Кубка вызова против Испании в Атланте.
В 2000 году вошла в состав сборной ЮАР по хоккею на траве на летних Олимпийских играх в Сиднее, занявшей 10-е место. Играла на позиции нападающего, провела 6 матчей, забила 2 мяча (по одному в ворота сборных Великобритании и Нидерландов).
В 2003 году завоевала золотую медаль хоккейного турнира Всеафриканских игр в Абудже и серебряную награду Афро-Азиатских игр в Хайдарабаде.
В 2002 году стала лучшим снайпером чемпионата мира в Перте, забив 9 мячей.
В 2004 году вошла в состав сборной ЮАР по хоккею на траве на летних Олимпийских играх в Афинах, занявшей 9-е место. Играла на позиции нападающего, провела 5 матчей, забила 2 мяча (по одному в ворота сборных Германии и Испании).
В 2012 году вошла в состав сборной ЮАР по хоккею на траве на летних Олимпийских играх в Лондоне, занявшей 10-е место. Играла на позиции нападающего, провела 6 матчей, забила 3 мяча (два в ворота сборной США, один — Новой Зеландии).
21 июня 2011 года Кутзе стала лучшим снайпером в истории международного женского хоккея на траве. Она забила 221-й гол и преодолела державшееся 20 лет достижение советской хоккеистки Нателлы Красниковой. По признанию Кутзе, она стремилась побить этот рекорд и носила бумажку с фамилией Красниковой и числом «220» в сумке для клюшек. Впоследствии довела результат до 260 мячей.
В 1997 и 2002 годах была признана хоккеистом года в ЮАР.